# Lathys changtunesis
Lathys changtunesis là một loài nhện trong họ Dictynidae.
Loài này thuộc chi Lathys. Lathys changtunesis được Hsen Hsu Hu miêu tả năm 2001.